# Cimetière du Centre de Nanterre
Pour les articles homonymes, voir cimetière du Centre (homonymie).
Le cimetière du Centre est un des cimetières communaux de la ville de Nanterre dans les Hauts-de-Seine. L'autre cimetière communal, ouvert en 1969, est le cimetière communal du parc du Mont-Valérien. Un autre cimetière situé à Nanterre appartient à la ville de Neuilly-sur-Seine sous le nom de cimetière nouveau de Neuilly-sur-Seine. Enfin, une petite partie du cimetière de La Garenne-Colombes, commune limitrophe, se situe dans la commune de Nanterre. Le cimetière du Centre a ouvert ses portes en 1872. Il se trouve 111 rue de Courbevoie.

## Description
Ce vaste cimetière bien entretenu de 3,5 hectares est distribué par des allées rectilignes se coupant à angle droit dont les principales sont bordées d'arbres taillés. Il est enherbé et n'utilise plus de produits phytosanitaires. La plupart des concessions anciennes ayant disparu, il n'offre que peu d'intérêt architectural, mais le calme de la nature en fait un lieu propice au recueillement. Il dispose d'un jardin du souvenir, d'un columbarium et d'un carré musulman.

## Personnalités
- Pierre Cabaud (1918-1975), producteur, inhumé dans la même sépulture que l'acteur Gianni Esposito ;
- Gianni Esposito (1930-1974), chanteur et acteur ;
- Blanche Renard (1870-1901), peintre miniaturiste ;
- Jean-Baptiste Sanson de Pongerville (1782-1870), traducteur, poète, maire de Neuilly-l'Hôpital et maire de Nanterre (19e division) ;
- Émile Spencer (1859-1921), compositeur de chansons (7e division).